# Hans Jakob
Hans Jakob (München, 1908. június 16. – Regensburg, 1994. március 24.) világbajnoki bronzérmes német labdarúgó, kapus.

## Pályafutása

### Klubcsapatban
1926 és 1942 között az SSV Jahn Regensburg labdarúgója volt. 1942 és 1946 között a Bayern München csapatában védett. 1946 és 1949 között az 1. FC Lichtenfels együttesében szerepelt. 1949-ben 41 évesen fejezte be az aktív labdarúgást.

### A válogatottban
1930 és 1939 között 39 alkalommal védett a német válogatottban. Részt vett az 1934-es olaszországi világbajnokságon, ahol bronzérmet szerzett a csapattal. Tagja volt 1936-os berlini olimpián és az 1938-as franciaországi világbajnokságon részt vevő együttesnek.

## Sikerei, díjai
Németország
- Világbajnokság
  - bronzérmes: 1934, Olaszország